# Stadion Ośrodka Sportu i Rekreacji w Kłodzku
Stadion Ośrodka Sportu i Rekreacji w Kłodzku (znany także jako Stadion Miejski w Kłodzku) – stadion piłkarsko-lekkoatletyczny znajdujący się w Kłodzku na terenie kompleksu rekreacyjno-sportowego Ośrodka Sportu i Rekreacji, przy ulicy Janusza Kusocińskiego 2. Swoje mecze ligowe rozgrywa na nim miejscowa drużyna piłkarska MKS Nysa Kłodzko, grająca obecnie w IV lidze w piłce nożnej – grupa dolnośląska wschód (stan na sezon 2020/2021).

## Informacje ogólne

### Położenie
Stadion Miejski w Kłodzku położony jest w południowej części miasta, przy ulicy Janusza Kusocińskiego 2, na lewym brzegu Nysy Kłodzkiej na terenie historycznego przedmieścia Pawłowa (niem. Quergasse). Stadion położony jest w płaskiej dolinie, znajdującej się na terenie nieistniejącego już starorzecza Nysy Kłodzkiej, na wysokości 290 m n.p.m. Od centrum miasta (placu Bolesława Chrobrego) oddalony jest o około kilometr odległości na południe.

### Charakterystyka obiektu
Stadion Ośrodka Sportu i Rekreacji (OSiR) w Kłodzku dysponuje maksymalną pojemnością 2000 miejsc, z czego wszystkie to miejsca siedzące, w których zamontowane są plastikowe krzesełka na obu trybunach. Nie posiada on sztucznego oświetlenia. W południowej części zachodniej trybuny znajduje się odgrodzona stalowymi kratami trybuna dla kibiców drużyny gości.
Na obiekt składają się:
- pełnowymiarowe boisko piłkarskie o wymiarach 100 × 68 metrów,
- bieżnia lekkoatletyczna o długości 400 metrów,
- rzutnia do pchnięcia kulą,
- skocznie do skoku w dal,
- nagłośnienie, monitoring wizyjny oraz niezbędne wyposażenie do organizacji zawodów lekkoatletycznych

Dodatkowo w skład obiektu wchodzi: wieża komentatorska z budynkiem administracyjno-socjalnym mieszczącym biura klubowe, szatnie, natryski oraz toalety.

## Historia
Teren dzisiejszego stadionu zajęty był w okresie średniowiecza przez las, który wraz z rozwojem osadnictwa wzdłuż Nysy Kłodzkiej został wykarczowany, zaś jego miejsce zajęły łąki. Z kolei przez północną część obecnego stadionu miejskiego jeszcze do końca XIX wieku przepływała meandrująca rzeka Nysa Kłodzka, której koryto zostało wyprostowane na przełomie XIX i XX wieku. Powstałe w ten sposób starorzecze rzeki, określane mianem Alte Neisse (pol. Stara Nysa), istniało jeszcze kilka lat po zakończeniu I wojny światowej (1914–1918).
W ostatniej ćwierci XIX wieku rosnącą popularnością zaczęła cieszyć się na terenie Cesarstwa Niemieckiego piłka nożna. Szczególnie modna była ona wśród niższych warstw społecznych zamieszkujących głównie miasta. Z inicjatywy lokalnych mieszkańców zaczęły powstawać pierwsze boiska piłkarskie, z reguły na podwórkach oraz pod koniec dziewiętnastego stulecia pierwsze stowarzyszenia sportowe.
W dwudziestoleciu międzywojennym w związku z rosnącym zainteresowaniem kulturą fizyczną, władze Kłodzka zdecydowały się na budowę w mieście obiektów sportowych. Dodatkowym impulsem do ich budowy było założenie w 1923 roku pierwszej drużyny piłkarskiej – SV Preußen 1923 Glatz. Przyszły stadion miał łączyć w sobie boisko przeznaczone do zawodów lekkoatletycznych, ponieważ gimnastyka w tym czasie cieszyła się największą popularnością, z boiskiem piłkarskim. Na miejsce budowy przeznaczono nizinny teren łąk, położonych na południe i wschód od starorzecza Nysy, które wkrótce potem zasypano. W ten sposób powstał stadion miejski w Kłodzku, składający się z głównego boiska wielofunkcyjnego (piłkarsko-lekkoatletycznego), do którego od zachodniej strony dobudowano trybunę dla widzów, a za nią szereg pomocniczych boisk piłkarskich. Ponadto w jego infrastrukturze znalazł się budynek zawierający pomieszczenia klubowe, szatnie i natryski wraz z wieżą komentatorską z zegarem.
Po zakończeniu II wojny światowej w 1945 roku i włączeniu ziemi kłodzkiej do Polski, stadion został przejęty przez nowe władze miejskie. Rok później przekazano go nowo powstałemu klubowi sportowemu – Nysie Kłodzko, która od tej pory nieprzerwanie rozgrywa na nim swoje mecze ligowe, a także czasem towarzyskie. W ramach czynu społecznego pod koniec lat 50. XX wieku stadion rozbudowano, m.in. o drugą trybunę dla kibiców od strony wschodniej. Wraz z powstaniem w Kłodzku Ośrodka Sportu i Rekreacji, to on przejął administrowanie obiektem. Stadion kilkukrotnie był modernizowany, m.in. wymieniano na nim nawierzchnię, bramki, bieżnię dookoła niego. Pod koniec XX wieku zmodernizowano także trybuny, zastępując stare drewniane ławki plastikowymi siedzeniami. Pod koniec lat 10. XXI wieku wykonano także zgodną z zaleceniami Polskiego Związku Piłki Nożnej zamkniętą trybunę dla drużyny gości. Wielokrotnie obiekt ten z racji swojego położenia w sąsiedztwie rzeki, był zalewany podczas lokalnych podtopień oraz powodzi. Najwięcej szkód wyrządziła z nich ta z 1997 roku, określana mianem „powodzi tysiąclecia”.
W latach 2009–2018 obiekt z ramienia miasta znajdował się w zarządzie Kłodzkiego Centrum kultury, Sportu i Rekreacji, powstałego z połączenia Kłodzkiego Ośrodka Kultury z Ośrodkiem Sportu i Rekreacji. Obecnie jego zarządcą ponownie jest Ośrodek Sportu i Rekreacji, który organizacyjnie wchodzi w skład Zakładu Administracji Mieszkaniami Gminnymi Gminy Miejskiej Kłodzko Spółki z o. o..

## Galeria

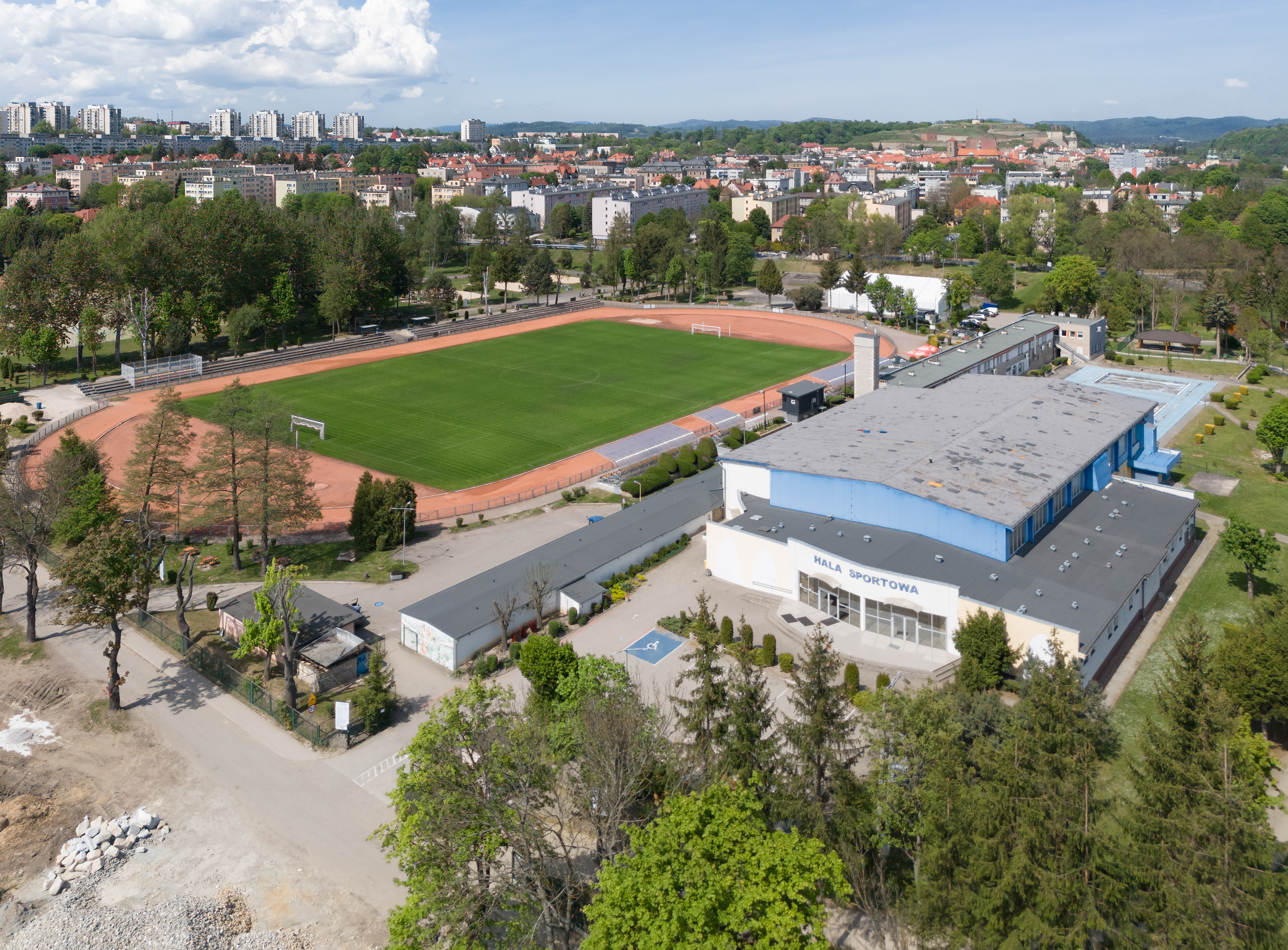
Widok z halą sportową
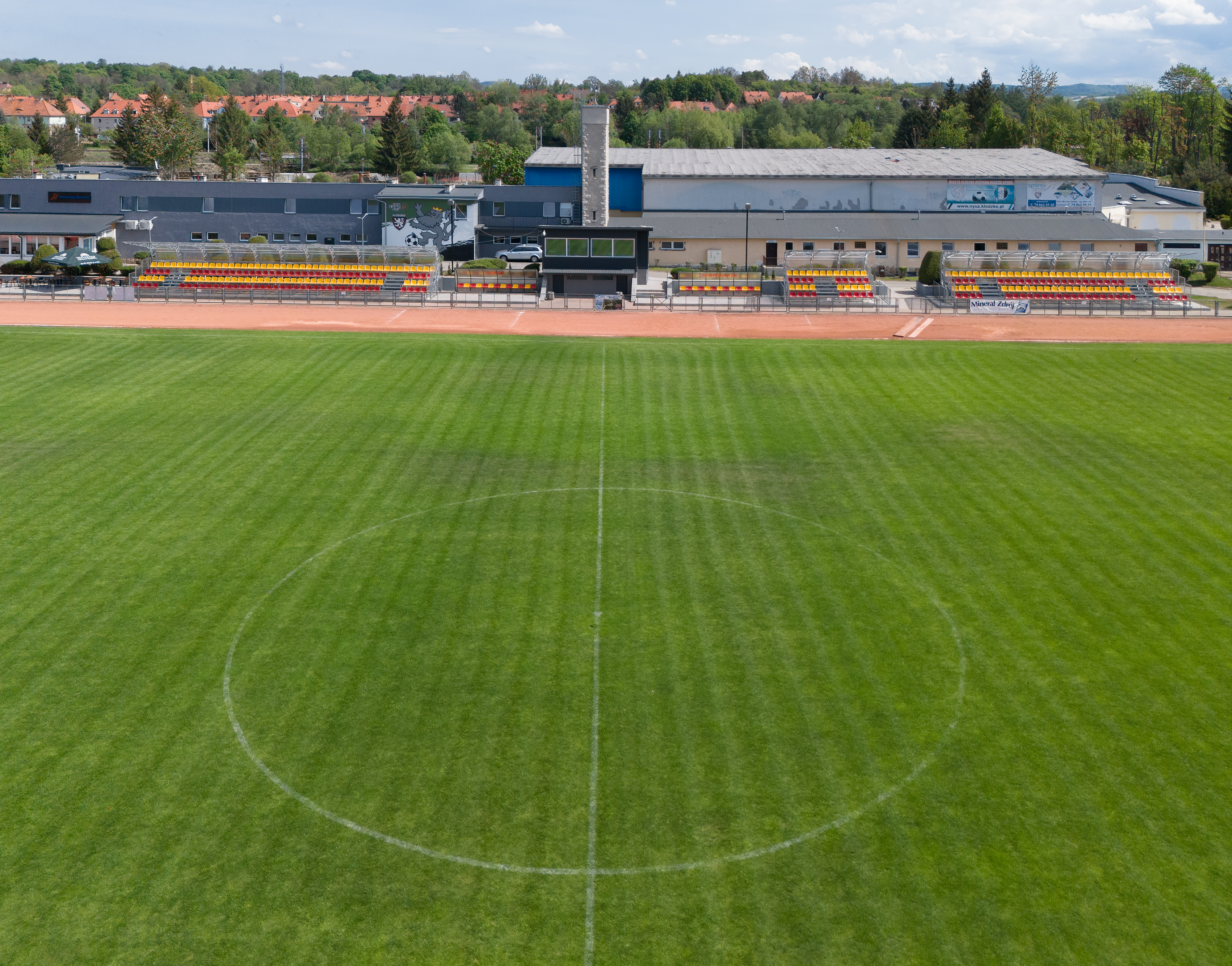
Murawa
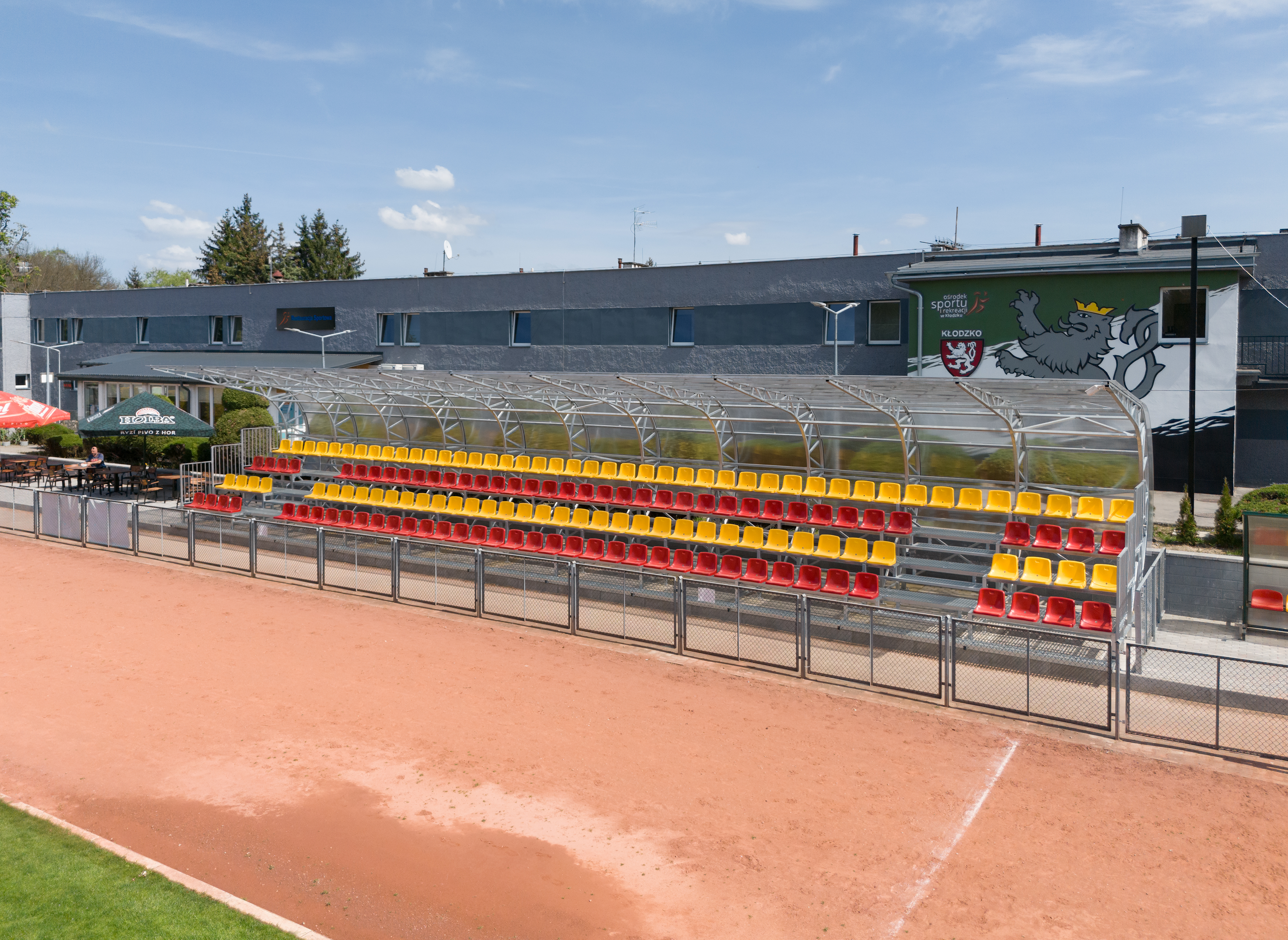
Trybuna
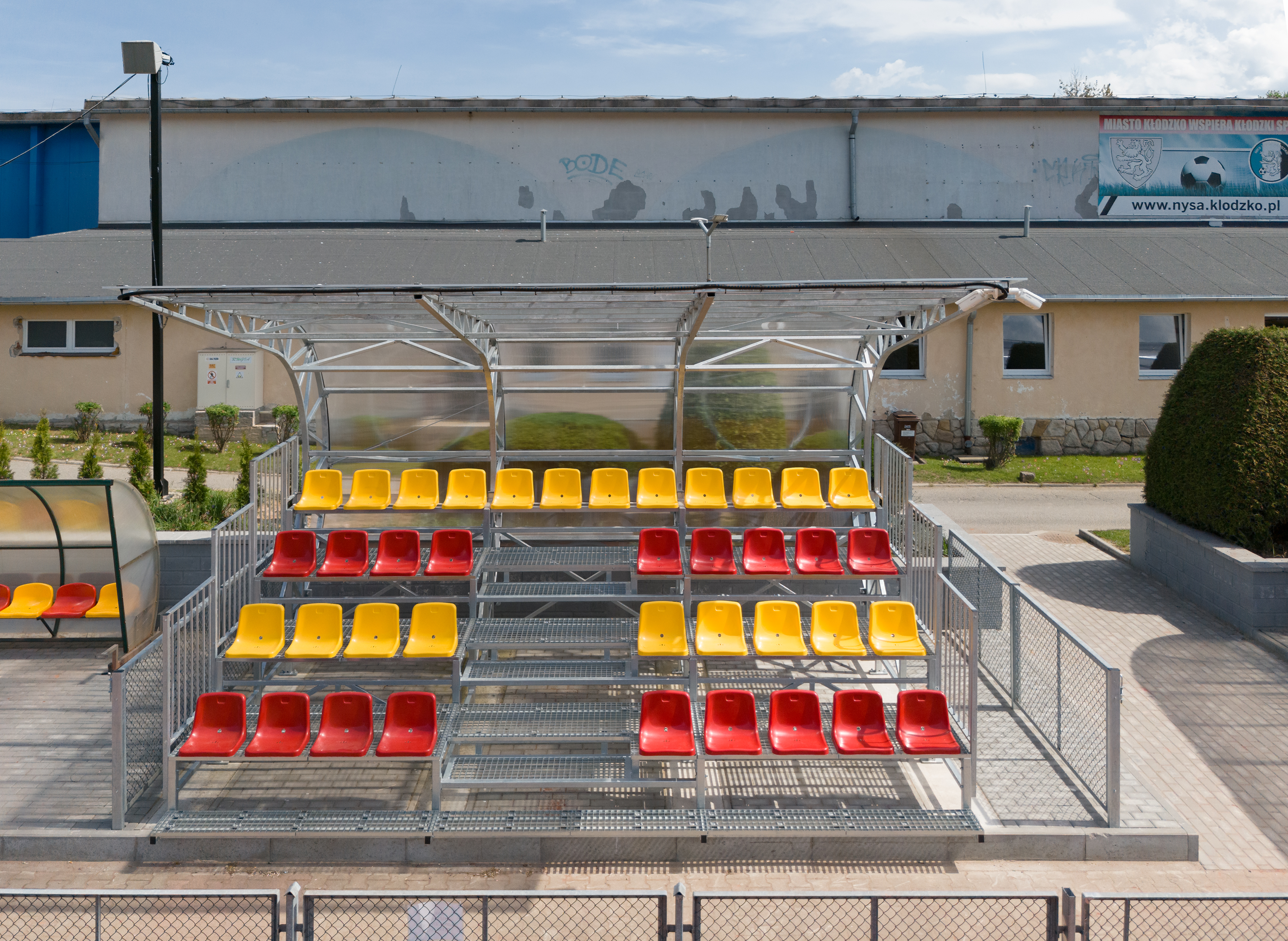
Zbliżenie trybuny
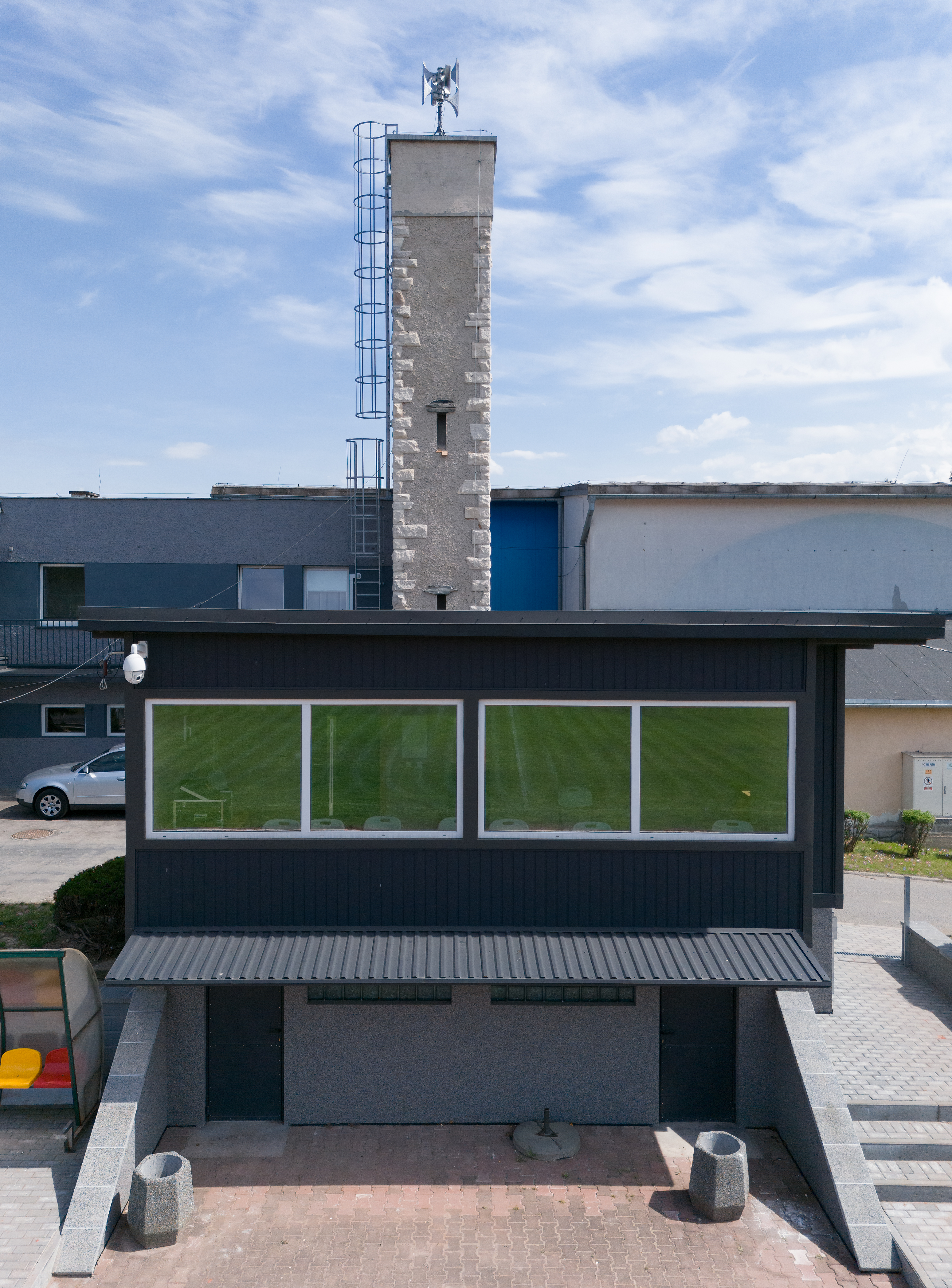
Stanowisko nagłośnienia